# العملاق أوبراين
العملاق أوبراين هي رواية بقلم هيلاري مانتل، نشرت عام 1998. هي قصة خيالية للعملاق الأيرلندي تشارلز بيرن (أوبراين) والجراح الإسكتلندي جون هنتر.

## الحبكة
تدور أحداث الرواية بشكل رئيسي في ثمانينيات القرن الثامن عشر، وتحكي عن أوبراين ورفاقه عندما قرروا الهروب من الفقر في أيرلندا للبحث عن ثروتهم في لندن. صوِرَ أوبراين على أنه راوي للحكايات الشعبية وكشاعر يهدف إلى توفير ما يكفي من المال لإعادة بناء حانة مولروني المدمرة، الذي تعلم عندما كان شابًا، وتمنى أن يكون راويًا. في المقابل، جون هنتر مهووس بالعلم. مع رغبة لا تشبع في إجراء التجارب على الأحياء والأموات، على الإنسان والحيوان؛ وتوظيف خاطفي الجثث لتوفير احتياجاته. عندما سمع بوصول أوبراين إلى لندن، قرر هنتر الحصول على جثته. والذي كان وقتها أوبراين ما زال ينمو، لكن هنتر لا يستطيع الانتظار.

## إلهام
في ملحق طبعة الغلاف الورقي لعام 2010 من رواية مانتل، كتبت "بطريقة ما، أشعر، أكثر من أي كتاب آخر، أنني لا أتحمل أي مسؤولية على الإطلاق عما أضعه على الصفحة". توضح أنها خططت في البداية لكتابة "رواية تاريخية كبيرة وواقعية عن جون هنتر، الجراح العظيم وجامع الأعمال والتجريبي"، ولكن عندما بدأت في الكتابة، اكتشفت فجأة أنها هي نفسها أيرلندية، "بطريقة ما، كنت العملاق" أصبحت القصة جزءًا من هذه الصحوة ونما في داخلي شعور بأنه لكي أجد نفسي كان علي أن أعود وألتقط ذلك الصوت، تلك الأيرلندية. وهكذا أصبحت الرواية تدور حول العملاق تمامًا، وشعب العملاق، وانتقال العملاق من التحدث بالإيرلندية إلى التحدث باللغة الإنجليزية، واستكشاف ما ضاع، وما تم اكتسابه في هذه العملية. كان الأمر كما لو أن شيئًا ما دخل الغرفة فتح فمه وغنى. لقد كتبت الأغنية للتو وانتهى الأمر.